# Никулин, Анатолий Родионович
Анатолий Родионович Никулин (1912—1983) — партийный деятель, Герой Социалистического Труда (1957).

## Биография
Родился 11 июля 1912 года в селе Красная Поляна (ныне — Ставропольский край).
После окончания Ташкентского сельскохозяйственного техникума работал в совхозе, затем в машинно-тракторной станции, а позднее стал первым заместителем начальника Джамбульского облземотдела Казахской ССР. С 1947 года Никулин был заместителем начальника Акмолинского областного управления сельского хозяйства, с 1952 года — первым секретарём Макинского райкома КПСС, с 1954 года — заведующим отделом Акмолинского обкома КПСС.
В 1955 году Никулин был назначен первым секретарём Есильского райкома КПСС Акмолинской области Казахской ССР. Участвовал в освоении целины.
Указом Президиума Верховного Совета СССР от 11 января 1957 года за «особо выдающиеся успехи, достигнутые в работе по освоению целинных и залежных земель, и получение высокого урожая» Анатолий Никулин был удостоен высокого звания Героя Социалистического Труда с вручением ордена Ленина и медали «Серп и Молот».
С 1962 года Никулин был первым заместителем председателя Целиноградского облисполкома, с 1965 года — председателем Кокчетавского облисполкома, с 1973 года — заместителем начальника Главного управления по снабжению нефтепродуктами при Совете Министров Казахской ССР, с 1979 года — заместителем председателя Государственного комитета по обеспечению нефтепродуктами Казахской ССР.
В 1981 году вышел на пенсию. Проживал в Алма-Ате. Умер 16 марта 1983 года, похоронен в Алма-Ате.
Был награждён двумя орденами Ленина, орденами Октябрьской Революции, Трудового Красного Знамени, Красной Звезды, рядом медалей.